# Pi blanc
El pi blanc (Pinus halepensis) és una espècie de conífera de la família Pinaceae originari de la regió mediterrània, tant del nord com del sud. El nom científic de l'espècie prové del nom la ciutat siriana d'Alep.

## Noms comuns
Com que és un arbre absolutament comú als Països Catalans rep nombroses denominacions populars: pi blanc, pi bord, pi garriguenc, carrascla, pi, pi carrasc, pi carrasqueny, pi carrasquer, pi comú, pi d'Alep, pi de garriga, pi de la terra, pi de trompot, pi del país, pi mediterrani, pi mèlic, pi melis, pi sapí, pi ver, pina, pinastre, sapí, sapina, pi carrasco.

## Morfologia
És un arbre de fins a 20 metres d'alçada, amb les branques i l'escorça grisenques, d'aquí li ve el nom de "pi blanc", per oposició al pi pinyer i el pinastre amb els que comparteix àrea de distribució i que tenen una escorça de tonalitat més vermellosa. Les fulles, dites acícules, amiden de 0,7 a 1 mm d'amplada i de 6 a 12 cm de longitud, són d'un verd groguenc i apareixen de 2 en 2. Floreix a l'abril o al maig i fa moltes pinyes, de 5 a 12 cm de longitud, amb un clar peduncle i amb esquames amb escudets poc prominents. És un arbre bastant xeròfil i heliòfil.

## Distribució
Està present en boscos secs, de tipus mediterrani, d'Europa, Àsia occidental i Àfrica del nord.
Al llarg de la història de les repoblacions a la península Ibèrica, el pi blanc ha estat molt utilitzat, la qual cosa ha afavorit a la seva expansió per tot el territori.
Ha estat portat també per utilitzar la seva fusta a Àfrica i altres continents, on ha entrat en competència amb la vegetació local. També s'utilitza en la producció de resina.

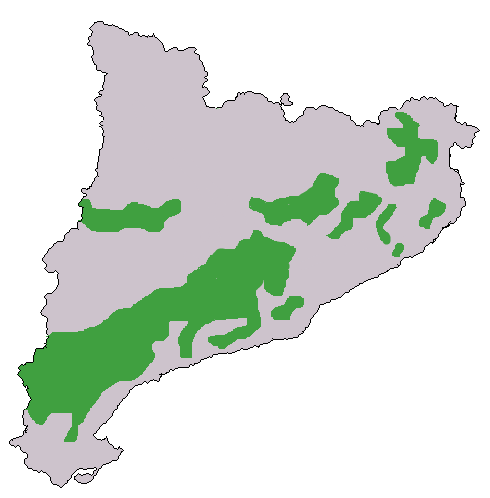
Distribució del pi blanc a Catalunya

Als Països Catalans es troba des del nivell del mar fins a un màxim de 1.200 metres d'altitud, al País Valencià, 1.100, a les Balears, i 1.000 a Catalunya. És l'arbre dominant en grans extensions del país de l'alzinar, on s'ha estès colonitzant els conreus abandonats, ja que es tracta d'una espècie oportunista. També els incendis n'afavoreixen la propagació, ja que d'una banda el foc fa esclatar les pinyes i n'escampa les llavors i d'una altra les altes temperatures afavoreixen l'obertura de les pinyes: és una espècie piròfita. En general ocupa la banda de solana, excepte al sud de l'Alacantí i del Baix Segura, on l'augment de l'aridesa fa que es refugiï en les obagues i llocs frescals.
A Catalunya és present a totes les comarques, tot i que a l'Alt Pirineu i Aran és gairebé testimonial. És l'espècie més abundant a 18 comarques, on és dominant almenys a 40% del bosc i representa més del 90% dels boscos de l'Alt Penedès, el Segrià, la Ribera d'Ebre, les Garrigues, el Baix Penedès, el Tarragonès i el Garraf. Les comarques amb més pi blanc són el Bages (26.000 ha), la Terra Alta (20.000 ha) i l'Anoia (18.000 ha).

## Hàbitat
Es distribueix per gran part de la regió Mediterrània occidental, si bé, a la península Ibèrica habita el sector oriental principalment. Creix, en general, fins a una cota dels 1.600 msnm.
Ens trobem davant una espècie indiferent edàfica, amb preferència per sòls calcaris. Suporta molt bé altes temperatures i sequeres perllongades, encara que sol patir amb gelades persistents.
El seu rang òptim de temperatures va dels -15 °C als +45 °C. Necessita una pluviometria anual mínima de 250 mm, essent el seu òptim entre 600 i 700 mm i accepta més de 1.000 mm.

## Usos
Les grans repoblacions forestals ajuden a la conservació del sòl enfront de l'erosió. La fusta es fa servir només per a la producció de cel·lulosa o per a fer caixes de fusta, perquè la soca no acostuma a ser gaire recta i no es pot fer servir per a altres utilitats.

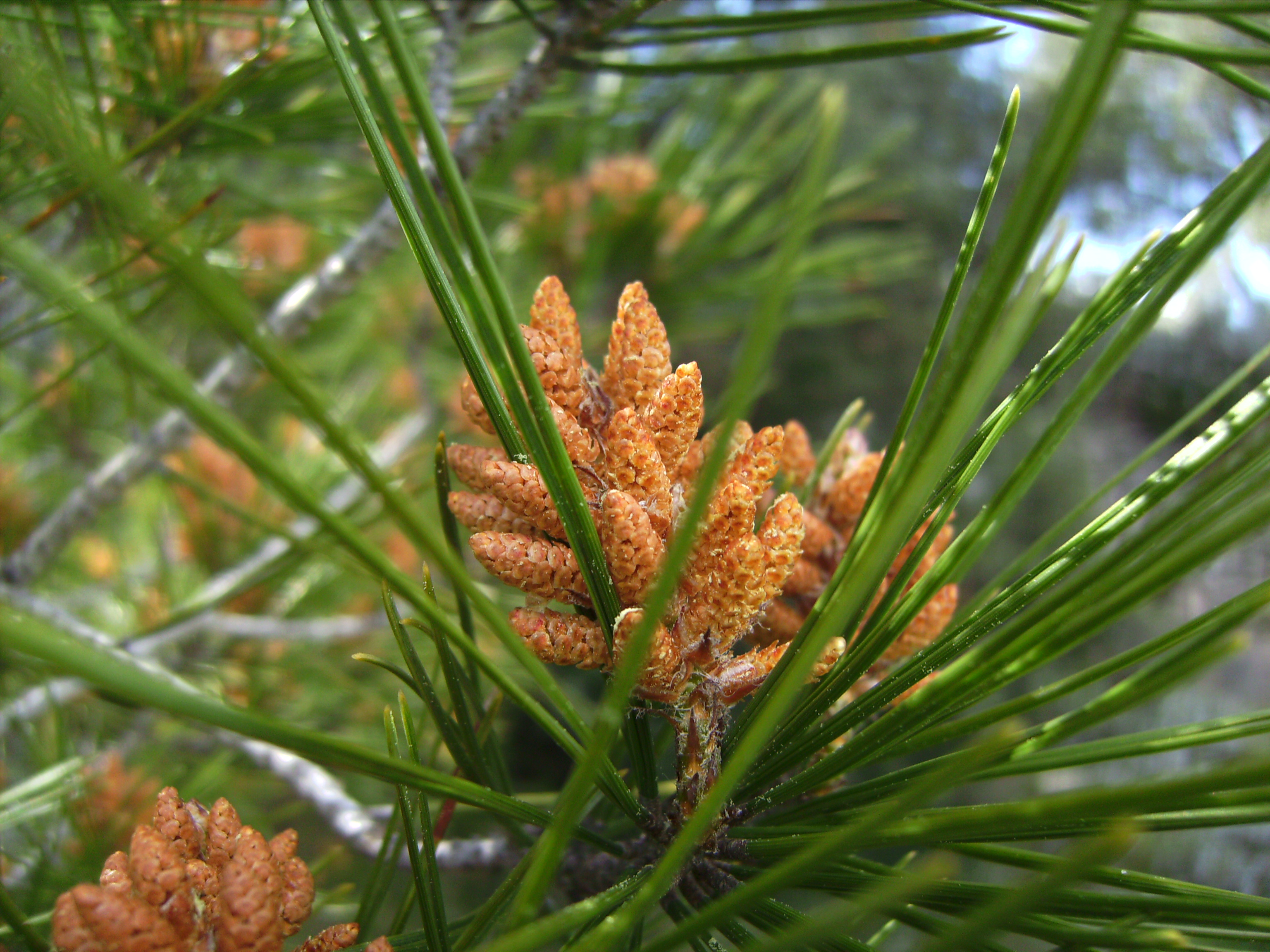
Flors masculines
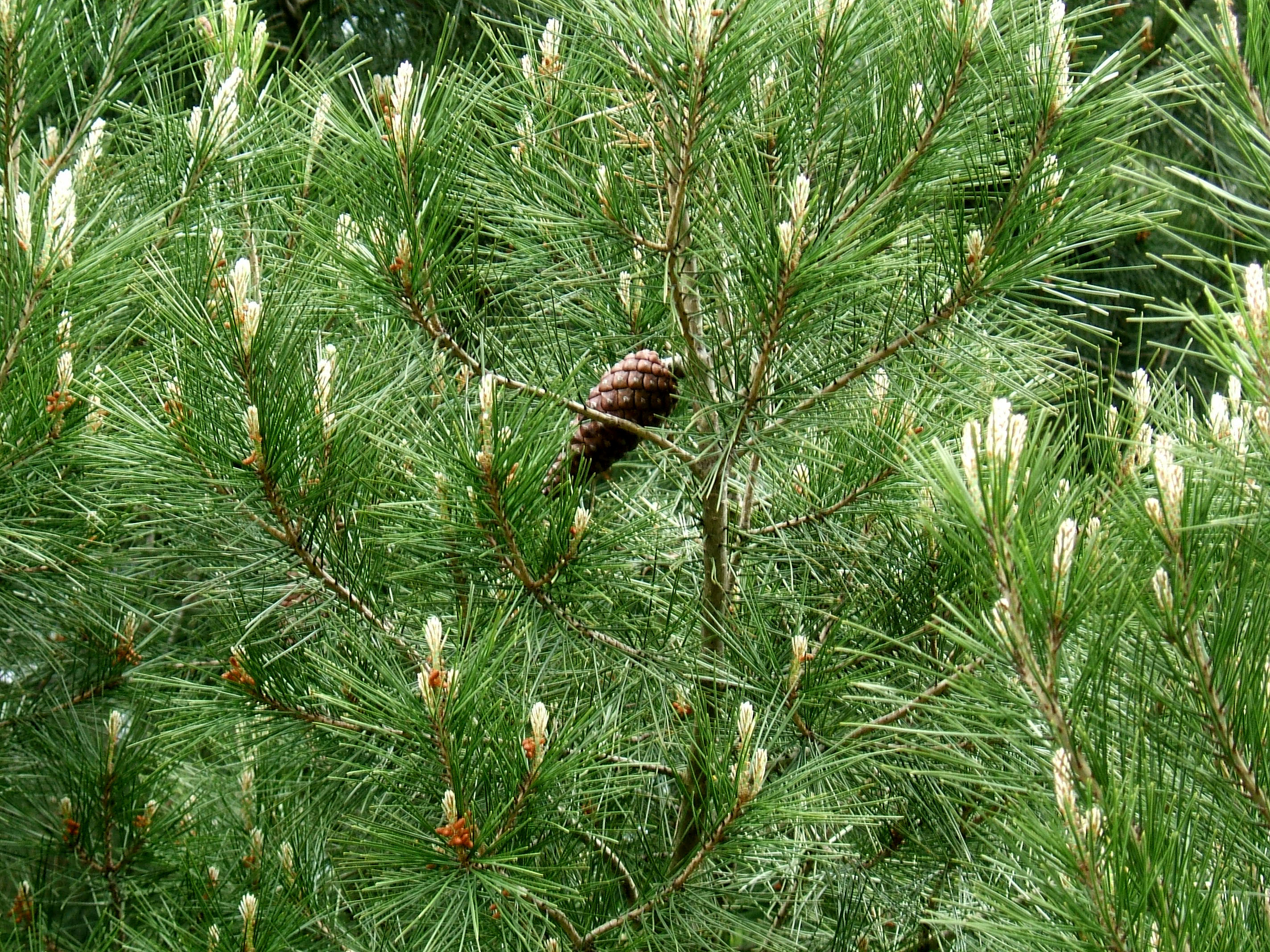
Fullatge mostrant els brots en creixement, algunes flors masculines i una pinya.
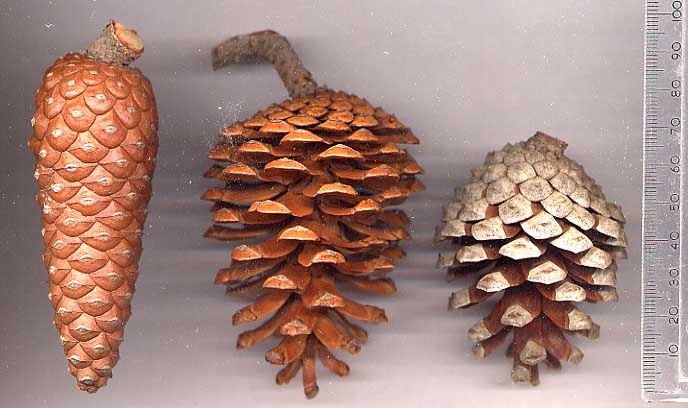
Pinyes tancades i obertes.
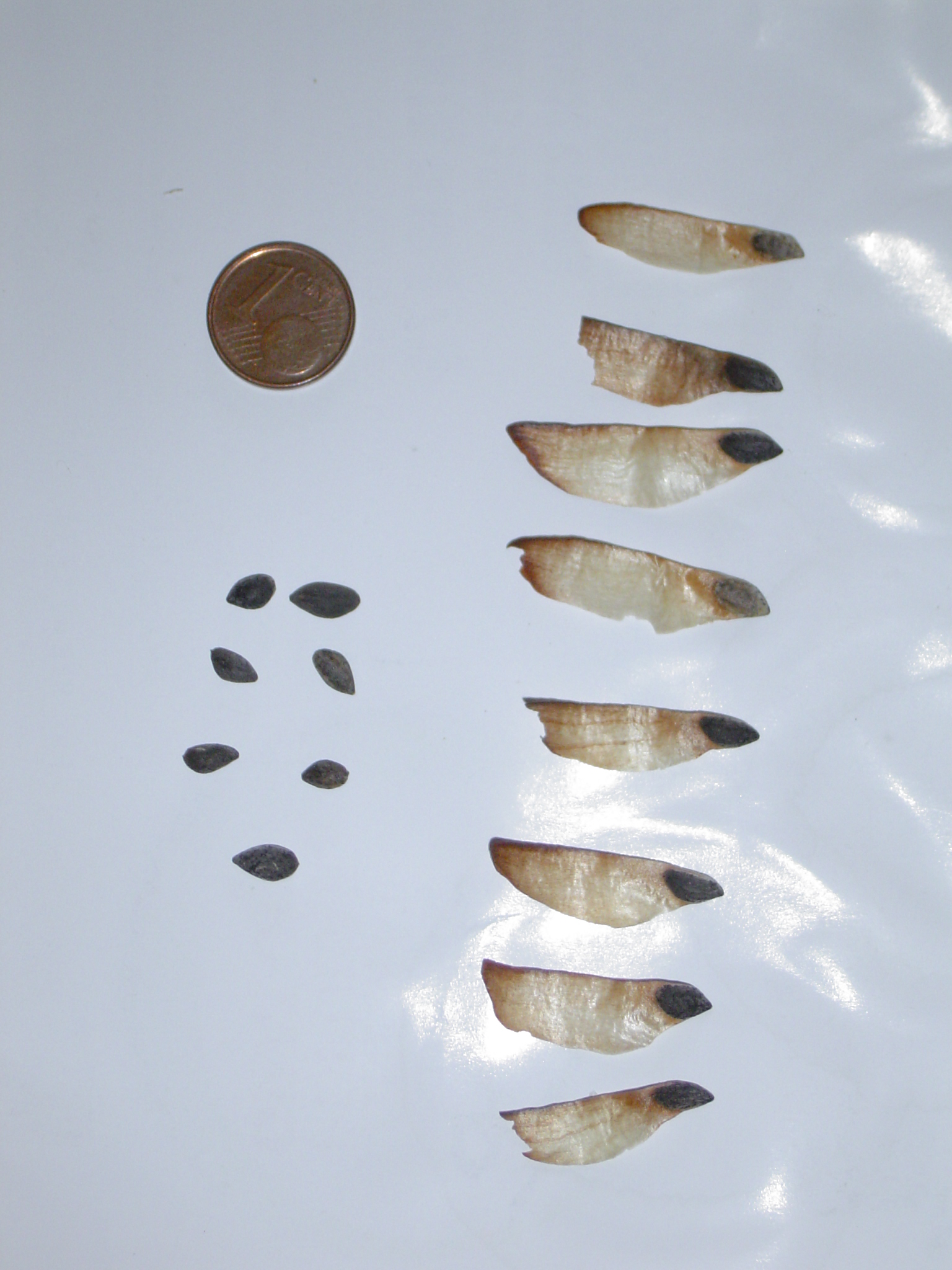
Llavors fora de les pinyes.
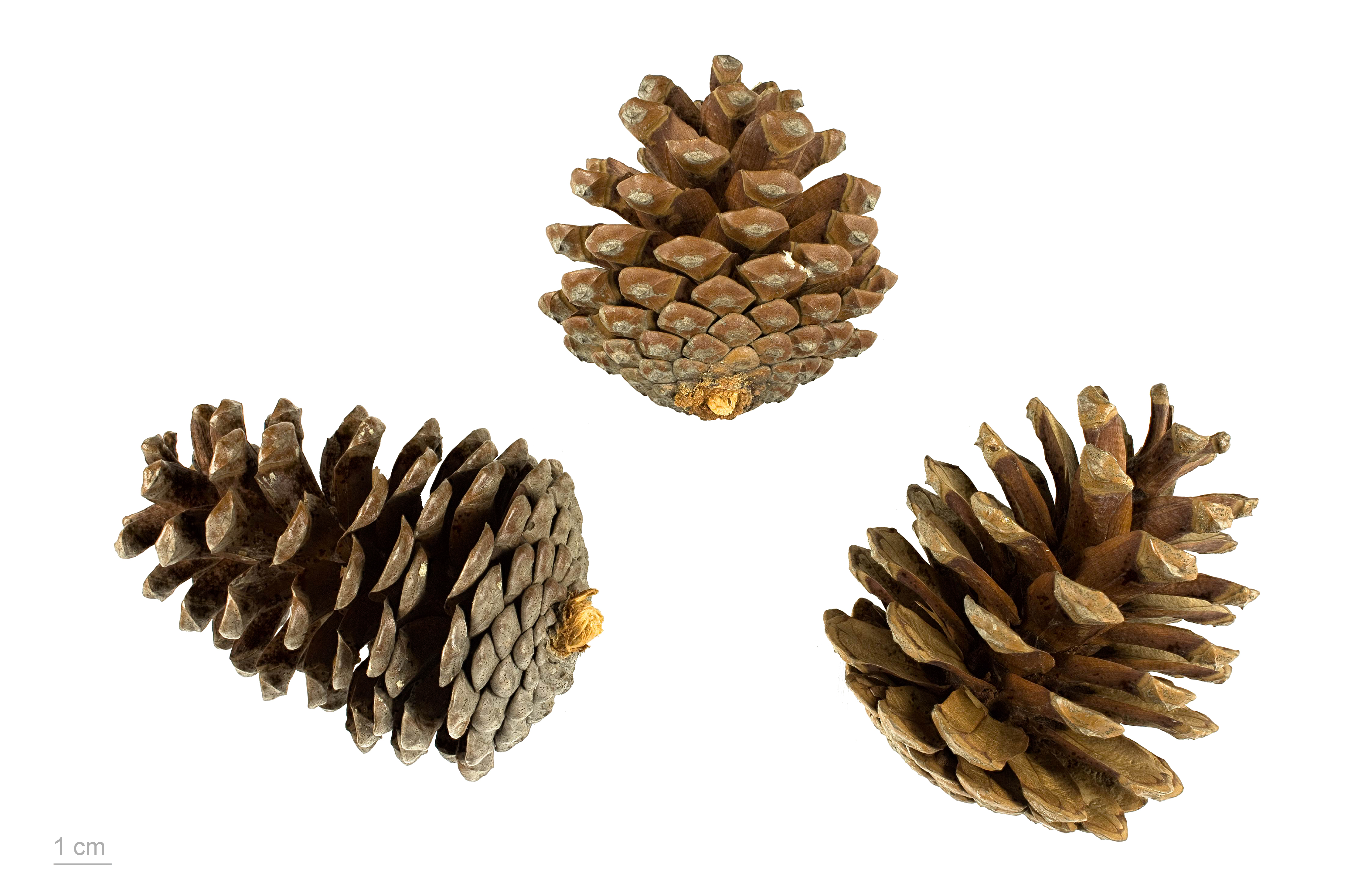
Pinyes